# نيك فنسنت (لاعب كرة قاعدة)
نيك فنسنت (بالإنجليزية: Nick Vincent)‏ هو لاعب كرة قاعدة أمريكي، ولد في 12 يوليو 1986 في باواي في الولايات المتحدة.

## وصلات خارجية
- نيك فنسنت على موقع دوري كرة القاعدة الرئيسي (الإنجليزية)
- نيك فنسنت على موقعبيزبول رفرنس.كوم (الدوري الرئيسي) (الإنجليزية)
- نيك فنسنت على موقعبيزبول رفرنس.كوم (الدوري الثانوي) (الإنجليزية)
- نيك فنسنت على موقع إي إس بي إن.كوم (أم.أل.بي) (الإنجليزية)
- نيك فنسنت على موقع مشجعي الرسوم البيانية (الإنجليزية)